# Protostega anglica
Espèce
Protostega anglica est une espèce éteinte de tortues marines de la famille des  Protostegidae. Elle a été décrite par Richard Lydekker en 1889, et placée dans le genre Protostega.
Elle n'est connue que par un seul fossile d'humérus, découvert en Angleterre et daté de l'Albien-Cénomanien. On sait très peu de choses à son sujet, et sa position au sein des Protostegidae (notamment sa place dans le genre Protostega) est douteuse.